# Brownsville (Kentucky)
Pour les articles homonymes, voir Brownsville.
Brownsville est une ville américaine du comté d'Edmonson. Lors du recensement de l'an 2000, la population s'élevait à 921 habitants. Brownsville est le siège du comté et est située juste à l'extérieur du Parc national de Mammoth Cave. La ville fait partie de la région métropolitaine de Bowling Green.

## Démographie
Selon le recensement de 2000, sur les 921 habitants, on retrouvait 387 ménages et 229 familles dans le comté. La densité de population était de 224 habitants par km² et la densité d'habitations (421  au total)  était de 102 habitations par km². La population était composée de 98,37 % de blancs, de 0,11 % d'afro-américains, de 0,43 % d'amérindiens et de 0,11 % d'asiatiques.
26,4 % des ménages avaient des enfants de moins de 18 ans, 40,6 % étaient des couples mariés. 20,3 % de la population avait moins de 18 ans, 8,6 % entre 18 et 24 ans, 22,8 % entre 25 et 44 ans, 24,4 % entre 45 et 64 ans et 23,9 % au-dessus de 65 ans. L'âge moyen était de 43 ans. La proportion de femmes était de 100 pour 72,5 hommes.
Le revenu moyen d'un ménage était de 15 370 dollars.